# Arta Velika
Arta Velika je nenaseljen otoček v Jadranskem morju, ki pripada Hrvaški.
Otoček leži severozahodno od otoka Murter, od katerega je oddaljen okoli 2,5 km, ter okoli 5 km jugovzhodno od naselja Pakoštani. Površina otočka je 1,27 km2, dolžina obalnega pasu meri 5,531 km2. Najvišji vrh, Vela glava, je visok 95 m.